# Alimentador Villa El Salvador (Metropolitano)
El servicio AS-04 o alimentador Villa El Salvador del Metropolitano conecta el terminal Matellini con el distrito de Villa El Salvador.

## Características
Su flota está compuesta por autobuses amarillos de 12 metros.

### Horarios
| Servicio Alimentador | Lunes a Sabado | Lunes a Sabado | Domingo       | Domingo       |
| Servicio Alimentador | De ida         | De vuelta      | De ida        | De vuelta     |
| -------------------- | -------------- | -------------- | ------------- | ------------- |
| Regular              | 05:30 - 00:00  | 05:00 - 23:30  | 05:30 - 23:00 | 05:00 - 22:30 |

### Tarifa
| Regular     | Regular |
| ----------- | ------- |
| General     | S/ 1.50 |
| Estudiantes | S/ 0.75 |
| CONADIS     | Gratis  |

## Recorrido
| Ida Parque Zonal Huáscar | Terminal Matelini (Embarque 11) - Prolongación Avenida Paseo de la República - Prolongación Avenida Huaylas) - Antigua Panamericana Sur - Avenida El Sol - Avenida Los Álamos - Avenida 200 Millas. |
| Vuelta Matellini         | Avenida 200 Millas - Avenida Los Álamos - Avenida El Sol - Antigua Panamericana Sur - Prolongación Avenida Huaylas - Prolongación Avenida Paseo de la República - Terminal Matelini (Embarque 11)   |

## Paraderos
| N.º | Paradero                         | Común con |
| --- | -------------------------------- | --------- |
| 1   | Terminal Matellini (embarque 11) |           |
| 2   | Lavalle                          |           |
| 3   | Pantanos de Villa (*)            |           |
| 4   | Santa Rosa                       |           |
| 5   | Panamericana Sur                 |           |
| 6   | Almacenes                        |           |
| 7   | Pastor Sevilla                   |           |
| 8   | Micaela Bastidas                 |           |
| 9   | Los Álamos                       |           |
| 10  | Juan Velasco Alvarado            |           |
| 11  | César Vallejo                    |           |
| 12  | José Carlos Mariátegui           |           |
| 13  | Parque Zonal Huáscar (Final)     |           |

| N.º | Paradero                         | Común con |
| --- | -------------------------------- | --------- |
| 1   | Parque Zonal Huáscar (Inicial)   |           |
| 2   | José Carlos Mariátegui           |           |
| 3   | César Vallejo                    |           |
| 4   | Juan Velasco Alvarado            |           |
| 5   | Los Álamos                       |           |
| 6   | Micaela Bastidas                 |           |
| 7   | Pastor Sevilla                   |           |
| 8   | Almacenes                        |           |
| 9   | Panamericana Sur                 |           |
| 10  | Santa Rosa                       |           |
| 11  | Pantanos de Villa (*)            |           |
| 12  | Confraternidad                   |           |
| 13  | Terminal Matellini (embarque 11) |           |